# Francesco Monaco (motociclista)
Francesco Monaco (Velletri, 11 luglio 1970) è un pilota motociclistico italiano.

## Carriera
I suoi primi passi nel mondo del motociclismo li ha avuti nelle competizioni del campionato Italiano Sport Production, dapprima nella classe 125 ed in seguito nella classe 500. Dal 1989 al 1992 corre il campionato italiano velocità nella categoria Superbike senza ottenere risultati importanti. Le prime partecipazioni a livello internazionale risalgono al 1990 dove ha gareggiato nel campionato Europeo Velocità, giungendo al 6º posto nella categoria delle Superbike; l'anno successivo, nella stessa competizione è invece risultato al settimo posto. Nel 1993 e nel 1994 è sempre iscritto al campionato europeo ma cambia categoria passando alla classe 250, senza ottenere posizioni di rilievo nelle classifiche stagionali.
Ha partecipato, quale wild card, a due gran premi del motomondiale 1997 alla guida di una Paton in classe 500: in occasione del GP Italia si è piazzato 26º in qualifica e si è ritirato in gara, nel GP Città di Imola dopo il 24º posto in qualifica è giunto 19º in gara.
Nel 1998 e 1999 partecipa a tredici gare del campionato mondiale Supersport con una Ducati 748 R del team X Racing, nelle due stagioni non ottiene risultati di rilievo, facendo segnare come miglior piazzamento in gara un settimo posto nel primo anno al Gran Premio di San Marino ed il 24º posto nella classifica generale piloti sempre nel 1998.

## Risultati in gara

### Motomondiale
| 1997 | Classe | Moto  |  |  |  |     |  |  |  |    |  |  |  |  |  |  |  | Punti | Pos. |
| ---- | ------ | ----- |  |  |  | --- |  |  |  | -- |  |  |  |  |  |  |  | ----- | ---- |
| 1997 | 500    | Paton |  |  |  | Rit |  |  |  | 19 |  |  |  |  |  |  |  | 0     |      |

| Legenda | 1º posto        | 2º posto            | 3º posto            | A punti      | Senza punti        | Grassetto – Pole position Corsivo – Giro più veloce |
| Legenda | Gara non valida | Non qual./Non part. | Ritirato/Non class. | Squalificato | '-' Dato non disp. | Grassetto – Pole position Corsivo – Giro più veloce |

### Campionato mondiale Supersport
| 1998 | Moto   |  |    |  |  |   |  |  |  |    |  |  | Punti | Pos. |
| ---- | ------ |  | -- |  |  | - |  |  |  | -- |  |  | ----- | ---- |
| 1998 | Ducati |  | 13 |  |  | 7 |  |  |  | 16 |  |  | 12    | 24º  |

| 1999 | Moto   |    |    |    |     |    |    |  |    |     |    |    | Punti | Pos. |
| ---- | ------ | -- | -- | -- | --- | -- | -- |  | -- | --- | -- | -- | ----- | ---- |
| 1999 | Ducati | 21 | 21 | 17 | Rit | 11 | 18 |  | 17 | Rit | 23 | 24 | 5     | 36º  |

| Legenda | 1º posto        | 2º posto            | 3º posto           | A punti      | Senza punti        | Grassetto – Pole position Corsivo – Giro più veloce |
| Legenda | Gara non valida | Non qual./Non part. | Ritirato/Non class | Squalificato | '-' Dato non disp. | Grassetto – Pole position Corsivo – Giro più veloce |